# Benjamin Hübner
Benjamin Hübner, född 4 juli 1989, är en tysk före detta fotbollsspelare som spelade senast för 1899 Hoffenheim.

## Karriär
I maj 2016 värvades Hübner av 1899 Hoffenheim.